# Ettore Fieramosca (sommergibile)
L'Ettore Fieramosca è stato un sommergibile italiano.

## La storia
Impostato nel 1926, avrebbe dovuto essere un incrociatore-sommergibile di grandi dimensioni e forte armamento: con un dislocamento in immersione di poco meno di 2000 tonnellate, sarebbe stato armato con un cannone da 203 mm, 4 mitragliere, 6 tubi lanciasiluri da 533 mm e 2 tubi lanciamine, con sistemazioni per trasportare 24 mine; sarebbe stato inoltre dotato di un piccolo hangar per ospitare un idrovolante (tipo Piaggio P.8 e Macchi M.53). 
Durante la costruzione ci si rese però conto che un sommergibile con queste caratteristiche avrebbe avuto enormi costi e complessità e sarebbe risultato poco utilizzabile: ragion per cui si decise di eliminare, prima del completamento, il cannone da 203 mm (sostituito con uno da 120 mm) e i due tubi lanciamine (rimpiazzati da altri due tubi lanciasiluri da 533 mm), nonché l'idrovolante ed il relativo hangar. 
In sostanza fu un battello convenzionale ma decisamente sovradimensionato; inoltre, si guadagnò l'appellativo di "Fieroguaio" per i continui guasti (fra i quali si registra, durante una missione nel 1940, un'esplosione che devastò alcuni locali e causò diversi feriti), che si aggiungevano a una cattiva stabilità (sia in superficie che in quota) e ad una scarsa manovrabilità.
Nell'anno del varo era considerato il sommergibile più grande della regia Marina italiana con un dislocamento di 1.500 tonnellate emerso. Poteva sviluppare una velocità di 19 miglia alla superficie e 10 miglia in immersione.
Fra il 1936 ed il 1937 partecipò clandestinamente alla guerra di Spagna compiendo due missioni per un totale di 32 giorni, svolgendo 12 attacchi. Il 27 dicembre 1936 lanciò tre siluri contro l'incrociatore spagnolo repubblicano Méndez Núñez, che procedeva con la scorta di due cacciatorpediniere, ma non riuscì a colpirlo. L'8 ed il 9 febbraio 1937 bombardò col cannone il porto di Barcellona, provocando lievi danni alla nave cisterna Zorrosa (4600 tsl ca.).
Eseguì, partendo da La Maddalena il 9 luglio del 1939 ed arrivando a Barcellona il 10 luglio, una breve crociera di cortesia alla Spagna. 
Salpò quindi da Barcellona il 15 luglio, arrivando alla Spezia il seguente 16. 
All'ingresso dell'Italia nella seconda guerra mondiale si trovava al largo della costa francese, ma fece ritorno alla Spezia il 14 giugno senza aver individuato navi nemiche. Compì una seconda e infruttuosa missione al largo di Tolone fra il 19 ed il 25 giugno, interrotta perché lo scoppio di una batteria aveva causato seri danni e vari feriti. 
Fu poi destinato (dal 15 ottobre 1940) alla Scuola Sommergibili di Pola per la quale compì 28 missioni addestrative sino al 10 aprile 1941, quando fu messo in disarmo. 
Il 18 ottobre 1946 fu radiato e quindi demolito. In tutta la guerra aveva svolto 31 missioni (28 addestrative, 2 offensive, una per esercitazione).
Un'illustrazione è riportata nel libro citato qui che riporta l'immagine apparsa su La Domenica del Corriere n. 18 del 5 maggio 1929.